# Track (Olsztyn)
Track (niem. Trautzig) – część dzielnicy administracyjnej Zielona Górka w Olsztynie. 

## Historia
Pierwotna nazwa miejscowości Track – Drawsken – pojawiła się w przywileju lokacyjnym Olsztyna (1353 r.). W 1410 r. przekształcono ją w majątek lenny (Trawsiczk, później Trautzig – pisownia niemiecka). Na przełomie XVI i XVII wieku majątek nabyła rodzina szlachecka Grzymałów. W latach dwudziestych XIX wieku Wilhelm Antoni Romulus sprzedał majątek. Nabywcą Tracka z rąk Grzymałów był skarb państwa. Transakcja miała podłoże polityczne, o czym świadczy fragment sprawozdania magistratu olsztyńskiego z lat 1855-1857 (Polactwo kontynuuje swoje wysiłki, aby mocną nogą stanąć na gruncie niemieckim. W okresie sprawozdawczym różne chłopskie posiadłości znalazły się w polskich rękach. Dla umocnienia wpływów niemieckich ostatnio został wykupiony dla skarbu państwa 312 hektarowy majątek „Trautzig”). Dzierżawcą Tracka od skarbu państwa był Georg Belian, który 18 grudnia 1846 r. utworzył jeden scalony majątek (obejmujący również dokupiony przez Beliana grunt leżący po południowej stronie jeziora Track – przestrzeń po obydwu stronach dzisiejszej ulicy Lubelskiej) o nazwie Thalberg. Dziedzicem dzierżawionego Tracka był syn Beliana Oskar, który w 1864 r. sprzedał majątek i po odbyciu wyższych studiów zamieszkał w Olsztynie, gdzie, w 1877 r. obrano go burmistrzem.
W 1966 r. majątek został włączony do granic administracyjnych miasta. Obecnie przeważa na nim zabudowa przemysłowa.